# Régis Gizavo
Pour les articles homonymes, voir Régis.
Régis Gizavo, né le 16 juin 1959 à Tuléar (Madagascar) et mort le 17 juillet 2017 à Zonza, est un accordéoniste et chanteur malgache.

## Famille
Régis Gizavo passe son enfance dans le quartier Mahavatse. Son père, qui est instituteur, joue de l'accordéon et l'enseigne à cinq de ses enfants. « J'ai commencé par l'accordéon diatonique parce que ma famille est une famille musicienne. J'ai appris l'instrument comme ça : on essayait de trouver une mélodie avec mon frère, il y avait un petit défi. »
Imprégné des sons de l'accordéon depuis sa plus jeune enfance, Régis Gizavo fait son apprentissage musical. Il joue pour les cérémonies d’exorcisme et les circoncisions.
Avec l’autorisation de son père il participe à des soirées animées pour lesquelles il utilise l’accordéon du groupe. Il y joue des tangos et paso dobles et des valses pour les Français vivant à Madagascar. Le samedi soir quand la fatigue des autres musiciens augmente, il interprète ses quelques compositions.
Il écoute, il apprend. « Quand on est musicien, on s'inspire toujours de quelqu’un, il y a toujours quelque chose qui vient d'ailleurs. » Les anciens sont sa première source, son père son maître à jouer. Dans les années 70 La radio malgache diffuse les musiques à la mode en France. Sur Radio Mozambique il écoute des musiques portugaises très typées. Celles-ci sont proches de la musique malgache qu’il connait.
À cette époque Régis Gizavo est loin de penser qu’il peut devenir professionnel, pour lui la musique est plus un jeu qu’un travail. Son père l’encourage d’abord pour ses études.
Les frères de Régis Gizavo sont à Tananarive. L’un d’eux, accordéoniste, joue dans le groupe qui représente Tuléar en concert. Au retour de l’ainé, Régis écoute son frère porteur des rythmes et musiques d’ailleurs. S’il n’a pas encore voyagé, il commence à assimiler les sons de la diversité malgache.
Après son service militaire, en qualité d’enseignant, il va à l’université de Tananarive.
Avec le duo « Régis Sy Landy » le premier enregistrement sera le déclic. La télévision malgache réalise un clip. Sa seule chanson enregistrée devient un succès à la radio.

## Parcours musical
En 1989 il gagne le prix Média au concours « découvertes RFI » avec la chanson « Mikéa ». À Conakry c'est la rencontre décisive avec Francis Lassus.
En 1990 il s'installe à Paris et répète avec la formation « Bohé Combo ».
« Avec ce groupe, c'est la fusion de tout le monde, chacun apporte sa couleur.»
En 1991 il participe aux Francofolies à La Rochelle.
À Paris, il y a beaucoup de musiciens étrangers qui se retrouvent. Il y a une facilité de communication, et chacun va vers de nouvelles rencontres.
« Si à Madagascar la musique est un plaisir, ici c'est un travail. »  
Graeme Allwright rencontre Régis Gizavo. « C'est un plaisir de travailler avec Régis, il apporte du bonheur autour de lui. » La chanson « l'Étranger », de Léonard Cohen, est accompagnée par les voix malgaches. C'est une rencontre en haut de la musicalité de la langue. « Les voix, j'en parle plus, c'est trop beau ce titre avec Graeme. »
Avec l'ensemble I Muvrini, c'est une autre expérience, une autre culture. Pour la première fois, il entend la polyphonie Corse. Pendant huit ans, il tourne avec le groupe et participe à six de leurs albums. L’échange est pleinement musical.
Avec le percussionniste/batteur David Mirandon, par leur travail en commun ils développent le concept du duo ; c'est un travail d'écoute, d'échanges et de discussions.
En 1996, sortie du premier C D : « MIKÉA »
Les textes parlent essentiellement de son pays. Scènes de vie, d’exil, d’amitié...
« Je gère trois trucs à la fois. Ce sont les deux mains qui accompagnent la voix, qui me portent ; c'est-à-dire que c'est la complicité. »
En 2000 dans le deuxième C D : « SAMY OLOMBELO », Régis Gizavo poursuit sa démarche avec David Mirandon. Sur quelques titres, le bassiste François Soria se joint à eux ainsi que le guitariste Solo Razafindrakoto.
Une des chansons de Régis Gizavo : « Kemba » est interprétée en duo avec Jean-François Bernardini, le leader d' l Muvrini ; étonnante rencontre de deux voix complices.
« Je suis parti de chez moi pour rencontrer les autres. »
C’est Christine Salem, Nathalie Natiembé, Boubacar Traoré et bien d’autres.
Puis un grand monsieur au Brésil : Lénine, « quel dommage qu’il ne voyage pas ! »
La musique est une écoute, une rencontre, un échange.
En 2006 troisième CD « STORIES » avec Louis Mhlanga, rencontré en Afrique du sud, et toujours David Mirandon. Mélange d’Afrique Australe et d’Océan Indien.
Ensuite la maison de disques de Mano Solo appelle Régis Gizavo. « Ce n’est pas mon univers, mais pourquoi ne pas jouer de la chanson française. C’est un vrai travail collectif, il sait demander d’une manière intelligente, il a de l’énergie de l’espoir. » 
Six ans de collaboration. « Mano, le personnage fait le style. »
En 2009 il enregistre à Antananarivo le CD « Madagascar all stars » avec Marius Fenoamby, Erick Manana, Justin Vali, Dama Mahaleo et Olombelo Ricky.
En 2012, il sort un nouvel album solo, Ilakake.
La démarche de Régis Gizavo : rencontrer des gens pour échanger, surtout des gens qu’il ne connait pas. Construire et laisser une marque positive, sans oublier ses racines.
En juin 2017 sort le CD Toy Raha Toy du trio Toko Telo composé de Régis Gizavo, D'Gary, Monika Njava.
Il meurt le 17 juillet 2017 à Zonza en Corse après un malaise,.
Il reçoit In Memoriam un Coup de Cœur Musiques du Monde 2018 de l’Académie Charles Cros.

### Films
- Court métrage 26 minutes (2000), Régis GIZAVO, une voix des deux mains, réalisation Gérard Teillay, production Réal-productions (disponible à la production)
- Songs for Madagascar, long-métrage documentaire de Cesar Paes, 2017. production Laterit productions